# Doris Frommelt
Doris Frommelt (* 11. Juli 1946 in Vaduz als Doris Kindle) ist eine liechtensteinische Politikerin. Sie war von 2005 bis 2013 Abgeordnete im liechtensteinischen Landtag.

## Biografie
Beruflich war Frommelt als Büroangestellte tätig, zuletzt als Direktionssekretärin einer Privatbank in Bern. Von 1991 bis 2003 amtierte sie als Gemeinderätin in Schaan, in dieser Zeit war sie 1995 bis 2003 Vizevorsteherin. 2005 wurde sie erstmals für die Fortschrittliche Bürgerpartei in den Landtag des Fürstentums Liechtenstein gewählt. Als Abgeordnete war sie von 2005 bis 2008 Mitglied der Geschäftsprüfungskommission sowie Stellvertreterin in der liechtensteinischen Delegation in der Parlamentarischen Versammlung der OSZE. Der liechtensteinischen Delegation in der Parlamentarischen Versammlung des Europarates gehörte sie ab 2005 als Stellvertreterin an. Ab 2009 war sie Mitglied in der liechtensteinischen Delegation in der Interparlamentarischen Union. Bei der Landtagswahl im Februar 2013 trat sie nicht an.
Frommelt ist verheiratet und hat drei Kinder.